# 辛凭
辛凭（？—？），字士彦，陇西郡狄道县（今甘肃省定西市临洮县）人，前凉官员。

## 生平
辛凭在前凉官至敦煌郡太守，只有一个儿子辛髦。辛髦到狄道县祭扫祖先的坟墓，遇到枹罕护军辛晏反叛，辛髦被辛晏捉住。辛凭劝说张茂讨伐辛晏，张茂说：“辛髦在他那里，怎么办？”辛凭说：“作为大臣侍奉君主，怎能顾忌儿子？”张茂说：“你是忠纯笃实的大臣。”于是赐给辛凭爵位关内侯。